# Trigonophorus scintillans
Trigonophorus scintillans is een keversoort uit de familie bladsprietkevers (Scarabaeidae). De wetenschappelijke naam van de soort werd voor het eerst geldig gepubliceerd in 1910 door Arrow.